# Vöingholz
Koordinaten: 51° 33′ 42″ N, 6° 55′ 26″ O
Das Naturschutzgebiet Vöingholz liegt auf dem Gebiet der kreisfreien Stadt Bottrop in Nordrhein-Westfalen. 
Das aus zwei Teilflächen bestehende Gebiet erstreckt sich nordwestlich der Kernstadt von Bottrop und nordwestlich des Bottroper Stadtteils Eigen zu beiden Seiten der A 31. Am nordwestlichen Rand des Gebietes verläuft die Landesstraße L 623 und am südwestlichen Rand die L 631. Nördlich und östlich verläuft die Kreisstraße K 11 und südlich die A 2. Östlich – auf dem Gebiet der Stadt Gladbeck im Kreis Recklinghausen – erstreckt sich das etwa 5,1 ha große Naturschutzgebiet (NSG) Boyetal-West (RE-042), südwestlich das etwa 226,2 ha große NSG Kölnischer Wald (BOT-008) und westlich das etwa 187,9 ha große NSG Köllnischer Wald (BOT-005).

## Bedeutung
Das etwa 99,9 ha große Gebiet wurde im Jahr 2015 unter der Schlüsselnummer BOT-013 unter Naturschutz gestellt. Schutzziele sind 
- die Erhaltung eines großflächigen Laubwaldgebietes in der Randzone des Ruhrgebietes und ökologische Optimierung durch naturnahe Waldwirtschaft sowie
- die Sicherung des naturnahen Bachlaufes des Spechtbaches, eines rechten Zuflusses der Boye, unter Einschluss naturnaher bachbegleitender Feuchtwald-Gesellschaften.[3]